# Katanga (Agadez)
Katanga (auch: Katanka) ist ein Stadtviertel von Agadez in Niger.
Katanga ist das flächenmäßig größte der elf historischen Stadtviertel der zum UNESCO-Welterbe zählenden Altstadt von Agadez, in deren Nordwesten es liegt. Die angrenzenden Stadtviertel sind im Süden Amdit sowie im Osten – von Norden nach Süden – Amarewat, Founé Imé, Hougbéry und Angoual Bayi. Zu Katanga gehören die alten Stadtteile Hasna und Tafimata sowie die Überreste des alten Stadtteils Gao.

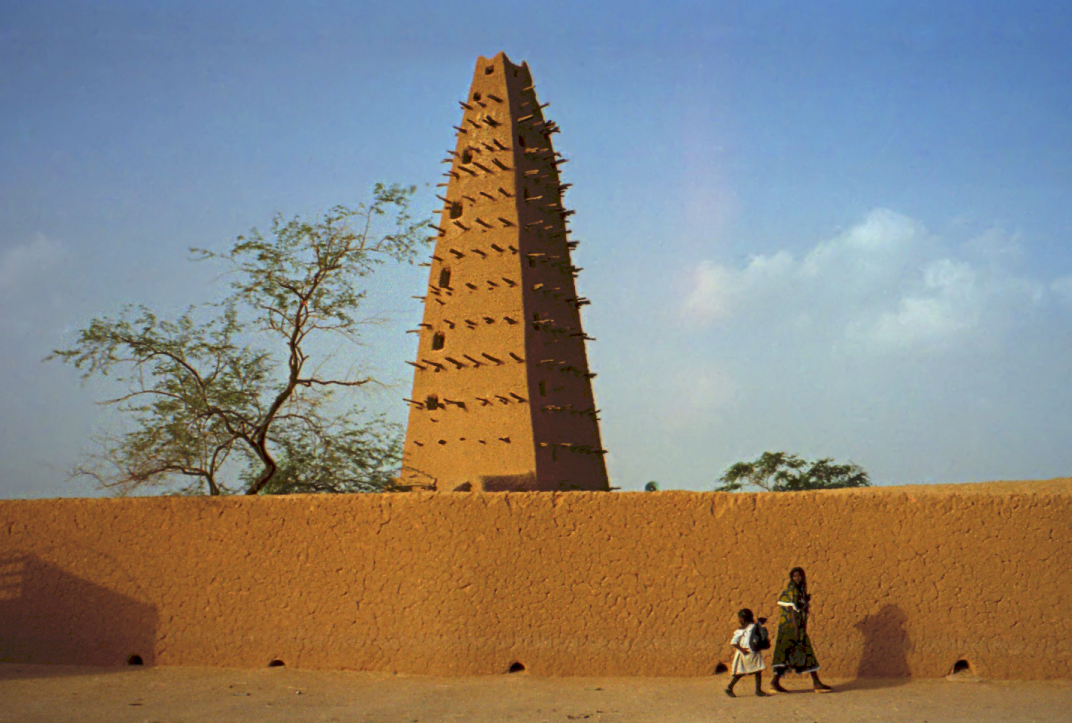
Große Moschee von Agadez

Hassina-Moschee

Der Ortsname Katanga kommt aus der Sprache Hausa und bedeutet „(Stadt-)Mauern“. Dies bezieht sich auf den von einer Mauer umgebenen Sultanspalast von Agadez. Zu den weiteren Sehenswürdigkeiten im Stadtviertel zählen die Große Moschee von Agadez, die Hassina-Moschee, die Residenz von Sultan Almoumine, das Haus des Qādī, das Hôtel de l’Aïr und das Restaurant Le Pilier, ferner der Platz des Kofar Sarki, der Platz des nächtlichen Marktes und der Platz der Scherifen.
Die Bevölkerung untersteht dem Gonto von Katanga, einem traditionellen Ortsvorsteher, der als Mittelsmann zwischen dem Sultan von Agadez und den Einwohnern auftritt. Ursprünglich hatte Katanga keinen eigenen Gonto, vielmehr übte der Sultan hier direkt die Herrschaft aus. Die Sonderstellung von Katanga zeigt sich immer noch darin, dass der Gonto von Katanga der Dan Galadima ist, der persönliche Stellvertreter des Sultans.
Bei der Volkszählung 2012 hatte Katanga 4385 Einwohner, die in 754 Haushalten lebten. Bei der Volkszählung 2001 betrug die Einwohnerzahl 3403 in 543 Haushalten und bei der Volkszählung 1988 belief sich die Einwohnerzahl auf 4444 in 735 Haushalten.